# Philematium stanleyi
Philematium stanleyi là một loài bọ cánh cứng trong họ Cerambycidae.